# Biển Bạch Đông
Biển Bạch Đông là một xã thuộc huyện Thới Bình, tỉnh Cà Mau, Việt Nam.

## Địa lý
Xã Biển Bạch Đông nằm ở phía bắc huyện Thới Bình, có vị trí địa lý:
- Phía đông giáp xã Trí Lực và tỉnh Kiên Giang
- Phía tây giáp huyện U Minh
- Phía nam giáp thị trấn Thới Bình và các xã Thới Bình, Trí Phải
- Phía bắc giáp xã Tân Bằng.

Xã Biển Bạch Đông có diện tích 71,42 km², dân số năm 2022 là 14.551 người, mật độ dân số đạt 203 người/km².

## Hành chính
Xã Biển Bạch Đông được chia thành 10 ấp: Cái Sắn Ngọn, Cái Sắn Vàm, Huỳnh Nuôi, Hữu Thời, La Cua, Lê Giáo, Nguyễn Tòng, Phước Hòa, Quyền Thiện, Xóm Mới.

## Lịch sử
Ngày 25 tháng 7 năm 1979, Hội đồng Chính phủ ban hành Quyết định 275-CP về việc:
- Thành lập xã Biển Bạch Đông trên cơ sở một phần của xã Biển Bạch.
- Thành lập xã Thới Thuận trên cơ sở một phần của xã Thới Bình.

Ngày 14 tháng 2 năm 1987, Hội đồng Bộ trưởng ban hành Quyết định số 33B-HĐBT về việc sáp nhập xã Thới Thuận vào xã Biển Bạch Đông.
Xã Biển Bạch Đông có 6.626 hécta đất và 6.011 nhân khẩu.
Ngày 6 tháng 11 năm 1996, Quốc hội ban hành Nghị quyết về việc chia tỉnh Minh Hải thành hai tỉnh Cà Mau và Bạc Liêu. Khi đó, xã Biển Bạch Đông thuộc huyện Thới Bình, tỉnh Cà Mau.
Ngày 9 tháng 12 năm 2020, HĐND tỉnh Cà Mau ban hành Nghị quyết số 28/NQ-HĐND về việc:
- Sáp nhập ấp Bình Minh vào ấp Nguyễn Tòng
- Sáp nhập ấp Sông Cái vào ấp Huỳnh Nuôi.

## Giao thông
Xã Biển Bạch Đông có tuyến đường Hành lang ven biển phía Nam (đường Xuyên Á) - một trong hai tuyến đường chính nối liền 2 tỉnh Cà Mau và Kiên Giang đi qua. Ngoài ra, xã còn có hệ thống đường giao thông nông thôn nối liền các ấp.
Sông Trẹm là một tuyến đường thủy quan trọng đi xuyên qua địa bàn xã.